# Badhoevedorp
Badhoevedorp est un village néerlandais situé dans la commune de Haarlemmermeer, en province de Hollande-Septentrionale. Au 1er janvier 2021, il compte 13 290 habitants.

## Histoire
Alors que le village de Badhoevedorp ne consiste que de quelques fermes jusqu'au début des années 1930, il se voit urbanisé comme « cité jardin » (tuindorp) afin de loger les travailleurs de l'aéroport voisin. Jusqu'aux années 1970, Badhoevedorp est ainsi le plus grand village de la commune de Haarlemmermeer en nombre d'habitants.
En raison de sa proximité avec l'aéroport, le village accueille depuis 2013 la Koningin Máximakazerne (caserne reine Máxima) de la maréchaussée royale, chargée de la protection aux frontières. Cette inauguration intervient l'année après celle du Justitieel Complex Schiphol (JCS, Complexe judiciaire de Schiphol) dans le village, qui accueille notamment un centre de détention et plusieurs salles d'audience de la cour de Hollande-Septentrionale (Rechtbank Noord-Holland).

## Géographie
Le village est situé directement au sud-ouest de la commune d'Amsterdam, au nord de l'aéroport d'Amsterdam-Schiphol, dont il est partiellement séparé par l'autoroute A4. Il est séparé de l'arrondissement Nouvel-Ouest de la capitale par le Ringvaart. Généralement parlant, Badhoevedorp peut être considéré comme l'une des banlieues bien-aisées d'Amsterdam.

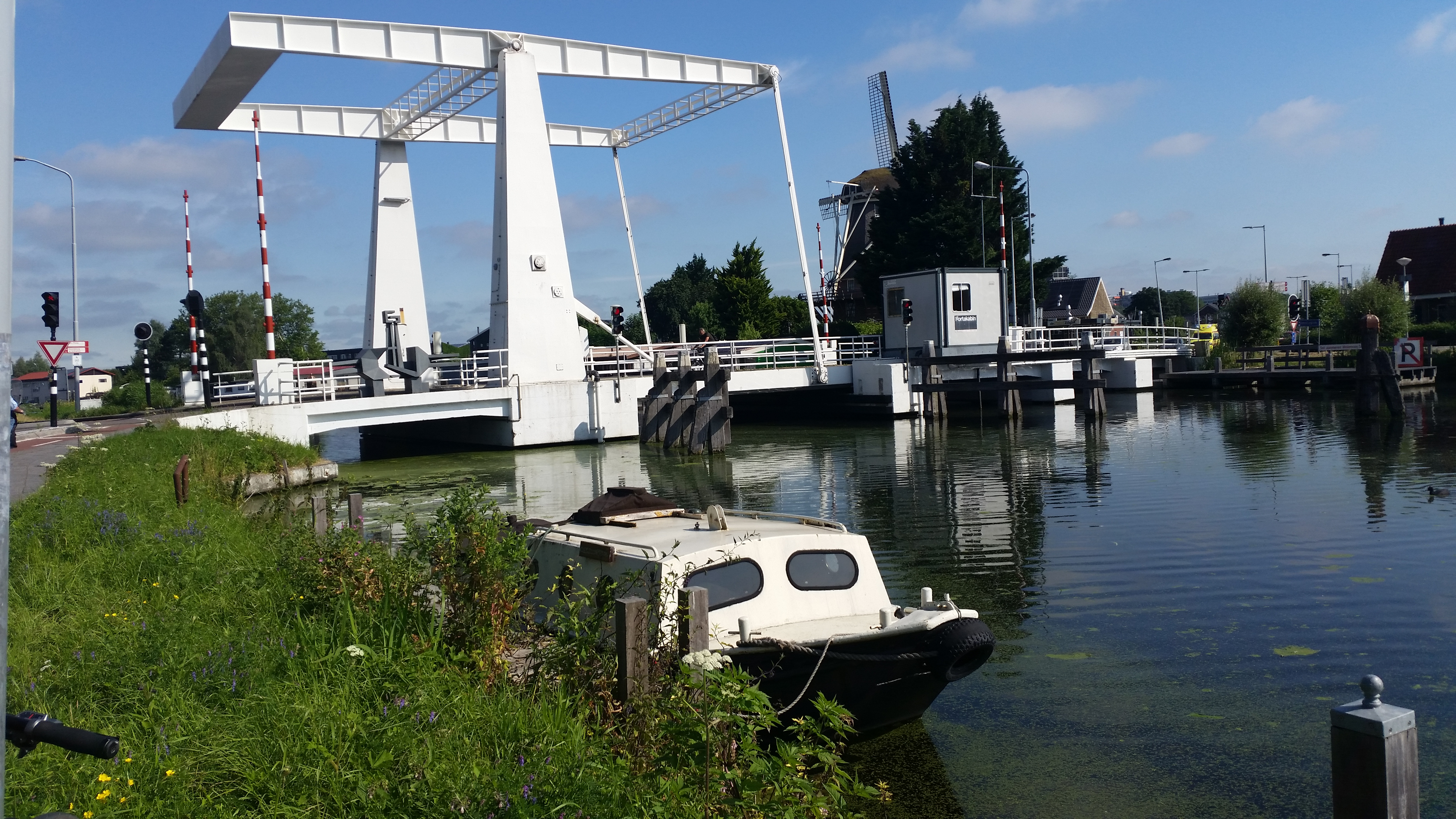
Le pont de Sloten (Sloterbrug) relie Badhoevedorp à Sloten par-dessus le Ringvaart depuis 1879. Le moulin de Sloten en arrière-plan.
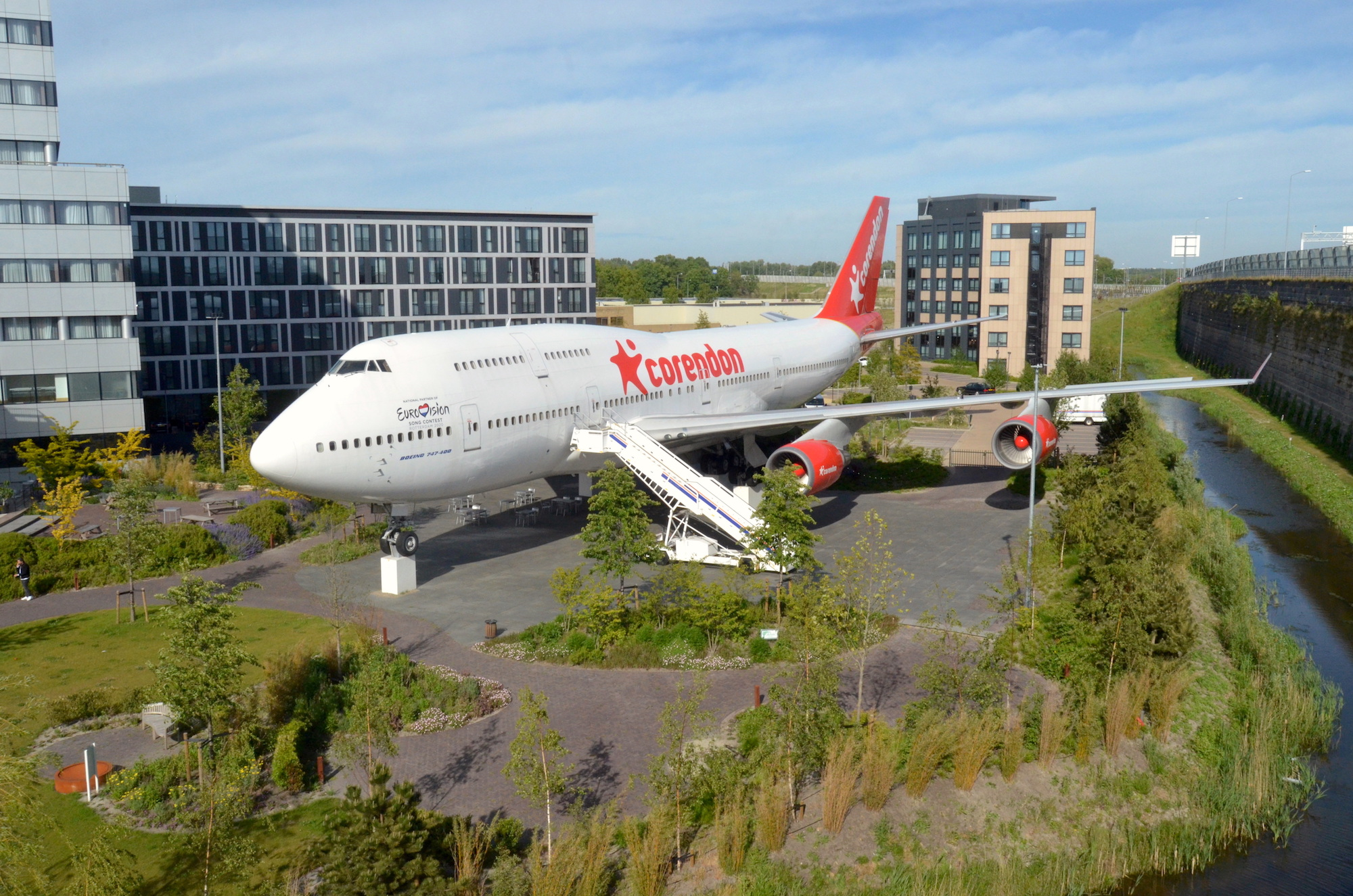
Un ancien Boeing 747-400 de la KLM est installé au Corendon Village Hotel de Badhoevedorp en 2019.

## Transports
Badhoevedorp est desservi par les autoroutes A4 et A9. Cette dernière traverse le centre du village jusqu'en 2017, lorsqu'elle est déplacée vers le sud, au travers des champs,. Ces travaux permettent la création de nouveaux espaces piétons et cyclables, d'espaces verts et de logements,.
D'ici la fin des années 2020, Badhoevedorp doit se voir doter d'une station sur la Noord/Zuidlijn du métro d'Amsterdam. Celle-ci sera prolongée vers l'aéroport d'Amsterdam-Schiphol et Hoofddorp depuis la gare d'Amsterdam-Sud, en longeant la ligne ferroviaire de Weesp à Leyde.

## Personnalité liée à la commune
- Ineke Ran (1962-), nageuse hollandaise.